# Louis de Cambacérès
Pour les autres membres de cette famille, voir Famille de Cambacérès et pour les homonymes, voir Cambacérès (homonymie).
Louis-Joseph-Napoléon, comte de Cambacérès (22 août 1832 à Paris - 15 septembre 1869 en Suisse), est un homme politique français.

## Biographie
Fils d'Étienne de Cambacérès et d'Adèle Napoléone Davout d'Auerstadt, et petit-fils du maréchal Davout, Louis de Cambacérès suivit la carrière administrative et devint auditeur au Conseil d'État.
Il succéda à son père, en 1857, comme député au Corps législatif pour la seconde circonscription de l'Aisne ; une élection nouvelle lui confirma son mandat le 27 décembre de la même année.
Louis de Cambacérès avait épousé en premières noces la princesse Bathilde Bonaparte, la plus jeune des filles du prince Charles-Lucien Bonaparte et de Zénaïde Bonaparte, puis en secondes noces la fille de Thierry de Montesquiou-Fezensac, vice-président du Jockey Club de Paris, et la petite-fille du général Anatole de Montesquiou-Fezensac. 

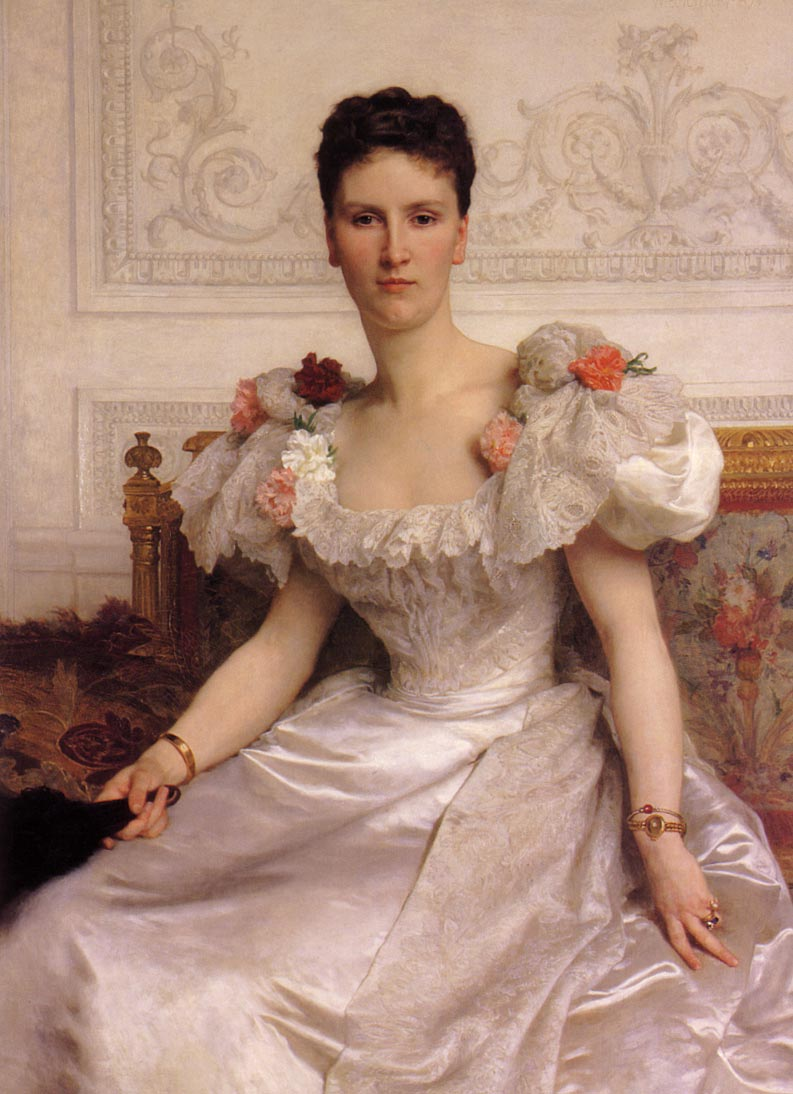
Portrait de Zénaïde de Cambacérès, duchesse d'Albufera (1857-1932), par William-Adolphe Bouguereau.

Du premier lit, il eut deux filles, Zénaïde de Cambacérès (1857-1932), épouse du comte Raoul Napoléon, 3e duc d'Albufera, et Léonie de Cambacérès (1858-1909), épouse du comte Charles-Marie-Michel de Goyon, 3e duc de Feltre et député des Côtes-du-Nord.

## Distinctions
- Chevalier de l'ordre royal de l'Étoile polaire

## Sources
- « Louis de Cambacérès », dans Adolphe Robert et Gaston Cougny, Dictionnaire des parlementaires français, Edgar Bourloton, 1889-1891 [détail de l’édition]